# Ханинеевка (Нижегородская область)
Ханинеевка — деревня в составе Покровского сельсовета Гагинского района Нижегородской области. На 2017 год в селе числилась одна улица — Солнечная.

## География
Деревня располагается на левом берегу реки Пьяны в 10 километрах от села Гагино и в 144 км от Нижнего Новгорода. Высота центра селения над уровнем моря — 154 м.

## Название
Название-патроним: происходит от тюркского имени Ханеней, означающего «звонок».

## Население
| 2002 | 2010 |
| ---- | ---- |
| 31   | ↘4   |